# Pramice

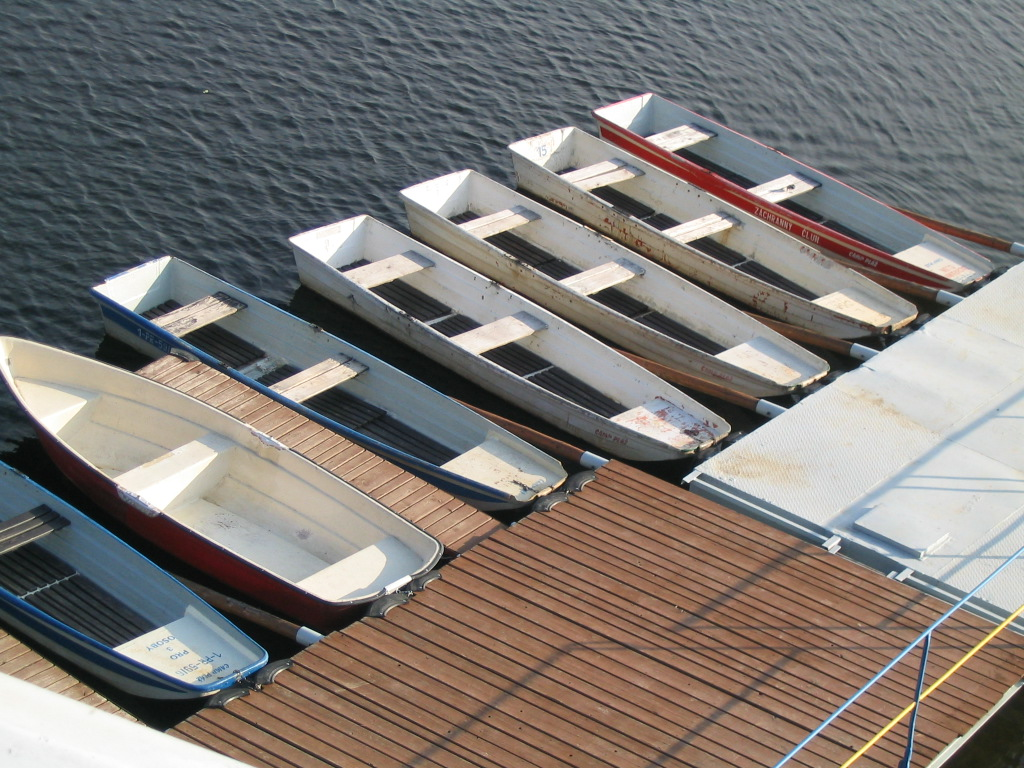
Pramice v přístavišti

Pramice, zdrobněle též pramička, je malé plavidlo s plochým dnem (anglicky flatboat = "plochá loď"). Je hojně využívána zejména na klidných tocích a stojatých vodních plochách, v přívozech a k rybaření.

## Design plavidla
Pramice mívá obvykle hranatý tvar, téměř obdélníkový půdorys. Původně dřevěný materiál vystřídal povětšinou laminát, užívá se též ocel, hliník či plast. K pohonu používá dvojici vesel (zejména rekreační a rybářské pramice), případně též pádla (závodní pramice), bidlo (tradiční přívozní pramice) nebo malý motor.